# Romain Marchessou
 (juin 2023).
Si vous disposez d'ouvrages ou d'articles de référence ou si vous connaissez des sites web de qualité traitant du thème abordé ici, merci de compléter l'article en donnant les références utiles à sa vérifiabilité et en les liant à la section « Notes et références ».
Romain Marchessou, né le 9 septembre 1985, est un haltérophile monégasque ayant participé aux Jeux olympiques d'été de 2008 à Pékin dans le concours des moins de 77 kg. 

## Biographie

### Débuts
Marchessou commence l’haltérophilie à l’âge de 13 ans. En 2002, il finit 18e des championnats d’Europe juniors dans les - de 69 kg. L’année d’après, il prend la 19e place chez les moins de 77 kg et en 2004, il se classe 16e.

### Passage chez les seniors
En 2005, il participe aux jeux des petits états à Chypre et décroche la médaille d'argent et la médaille de bronze un an plus tard.
En 2007, il remporte la médaille d'argent aux jeux des petits États d'Europe.

### Championnat d'Europe de 2007
Marchessou participe aux Championnats du monde 2007 en se classant 41e et dernier.

### Championnat d'Europe de 2008
Marchessou participe aux championnats d'Europe en 2008 mais termine 18e et dernier avec un résultat de 253.

### Jeux olympiques d'été de 2008 à Pékin
Romain Marchessou fait partie des 5 athlètes partis représenter Monaco aux Jeux olympiques d'été de 2008 en Chine. Il s'engage dans le concours des moins de 77 kg d'haltérophilie. À l'épreuve de l'arraché, il réussit à soulever 105 et 110 kg mais échoue à 115 kg. Lors de l'épreuve de l'épaulé-jeté, il soulève un haltère à 135 kg et 140 kg mais n'arrive pas à soulever 145 kg terminant 24e sur 28 avec un score de 250.